# كأس الاتحاد الأوروبي للسيدات 2006–07
كأس الاتحاد الأوروبي للسيدات 2006–07 (بالإنجليزية: 2006–07 UEFA Women's Cup)‏ هو الموسم السادس من  كأس الاتحاد الأوروبي للسيدات. أقيم خلال الفترة 8 أغسطس 2006 وحتى 29 أبريل 2007، والذي يشرف على تنظيمه الاتحاد الأوروبي لكرة القدم، وكان عدد الأندية المشاركة فيه  43، وفاز فيه نادي أرسنال للسيدات.

## نتائج الموسم
| المركز | فريق               | لعب | ف | ت | خ | له | عليه | ف.أ | نقاط | ملاحظة |
| ------ | ------------------ | --- | - | - | - | -- | ---- | --- | ---- | ------ |
|        | نادي آرسنال للنساء |     |   |   |   |    |      |     |      |        |